# Маяма, Рика
Рика Маяма (яп. 真山 りか, род. 16 декабря 1996 в Токио) — японская певица, участница гёрл-группы Shiritsu Ebisu Chugaku.
Весной 2014 года на экраны вышел сериал аниме-сериал Nanana's Buried Treasure, в котором Маяма озвучивала одну из ролей. Так исполнилась её давняя мечта стать актрисой озвучивания. А осенью того же года, 26 ноября, состоялся её сольный певческий дебют с синглом «Liar Mask». Титульная песня этого сингла была второй открывающей темой аниме-сериала Akame ga Kill!, в котором Маяма также озвучивала одну из ролей.

## Дискография
См. также дискографию группы Shiritsu Ebisu Chugaku.

### Синглы
| № | Название    | Дата выпуска   | Чарты     | Примечания |
| № | Название    | Дата выпуска   | JP Oricon | Примечания |
| - | ----------- | -------------- | --------- | ---------- |
| 1 | «Liar Mask» | 26 ноября 2014 | 17        | Видеоклип  |